# Mas del Borrell
El Mas del Borrell és un mas situat al municipi de Conesa, a la comarca catalana de la Conca de Barberà.